# Riccardo Riccò

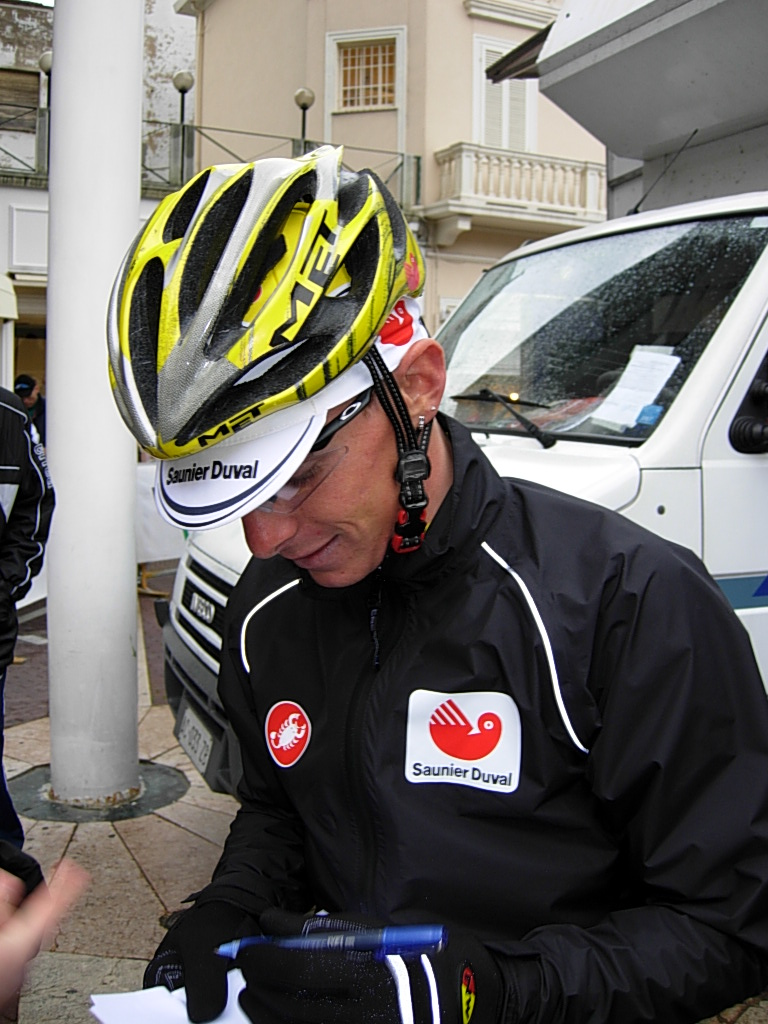
Riccardo Riccò under 2007 års Settimana internazionale di Coppi e Bartali.

Riccardo Riccò, född 1 september 1983 i Formigine, Emilia Romagna, är en italiensk före detta professionell tävlingscyklist. Riccò blev professionell med UCI ProTour-stallet Saunier Duval-Scott 2006 och tävlade med dem fram till 2008. Riccò blev avstängd i två år sedan han lämnat ett positivt dopningsprov under Tour de France 2008.
2012 erhöll Riccò en 12 år lång avstängning från cykelsporten av den italienska anti-dopningstribunalen på rekommendationer från den Italienska Olympiska Kommittén, CONI.

## 2006
Efter två framgångsrika år som amatörcyklist, han vann bland annat Settimana Bergamasca, kom den unga italienaren till Saunier Duval-Prodir 2006. Riccò hade försökt bli professionell med det italienska stallet Ceramica Panaria-Navigare 2005 men fick inte tillåtelse till det eftersom hans hematokritvärde översteg det acceptabla. Saunier Duval-Prodirs sportdirektör Mauro Gianetti föreslog honom därför att tillbringa en vecka på UCIs laboratorium i Lausanne för att visa att hans blodvärden naturligt var över 50 procent, vilket det också visade sig vara.
Under sitt första professionella år vann Riccò den femte etappen av Settimana internazionale di Coppi e Bartali och senare under säsongen även Japan Cup.

## 2007
Sitt genombrott fick Riccò under säsongen 2007 när han vann två etapper och poängtävlingen på Tirreno-Adriatico. Han vann också en etapp på Settimana Internazionale Coppi e Bartali och slutade tvåa i sammanställningen av det italienska etapploppet. Han vann också den 15:e etappen av Giro d'Italia till Tre Cime di Lavaredo före sin stallkamrat Leonardo Piepoli. Riccò slutade sexa totalt i tävlingen, sju minuter efter segraren Danilo Di Luca. Lombardiet runt blev säsongens sista tävling för Riccò och han slutade tvåa efter landsmannen Damiano Cunego.

## 2008
Under Giro d'Italia 2008 vann Riccò etapp 2 och 8. Han slutade också tvåa i tävlingens slutsammanställning efter spanjoren Alberto Contador.
Riccò tog sin första etappseger i Tour de France när han vann etapp 6 av tävlingen 2008. Han vann också etapp 9 men tvingades bryta tävlingen 17 juli misstänkt för dopning med EPO, genom CERA (Continuous Erythropoietin Receptor Activator). Med anledning av det positiva dopningstestet sparkade Saunier Duval-Scott den italienske cyklisten. Stallet valde också att åka hem från Tour de France och valde att tillfälligt avbryta allt tävlande. Den 30 juli 2008 erkände Riccò under ett förhör med den Italienska Olympiska Kommittén att han tagit EPO innan touren började. För att ha använt CERA blev italienaren avstängd under 20 månader från cykelsporten.

## 2010–2011
2010 kom Riccò tillbaka till cykelsporten och tävlade inledningsvis för stallet Ceramica Flaminia. Senare samma år tävlade han för det nederländska stallet Vacansoleil-DCM. I februari 2011 fördes Riccò i ilfart till sjukhus efter att ha blivit sjuk då han utfört en blodtransfusion på sig själv med fellagrat blod. Han sparkades senare av sitt stall Vacansoleil-DCM på grund av detta. 2012 uttdelade den italienska anti-dopningstribunalen Riccò en 12 år lång avstängning från cykelsporten på rekommendationer från den Italienska Olympiska Kommittén, CONI.

## Meriter
2005
- 1:a, sammanställningen, Settimana Ciclistica Lombarda
  - 1:a, etapp 2, Settimana Ciclistica Lombarda
  - 1:a, etapp 3, Settimana Ciclistica Lombarda
- 1:a, etapp 4, Giro della Toscana U23

2006
- 1:a, Japan Cup
- 1:a, etapp 5, Settimana Internazionale Coppi e Bartali
- 2:a, etapp 6, Tour of California

2007
- 12:a, sammanställningen, Tirreno-Adriatico
  - 1:a, Poängtävlingen
  - 1:a, etapp 3
  - 1:a, etapp 4
- 9:a, Amstel Gold Race
- 5:a, La Flèche Wallonne
- 1:a, etapp 5, Settimana Internazionale Coppi e Bartali
- 1:a, etapp 4, Tour de San Luis
- 6:a, sammanställningen, Giro d'Italia 2007
  - 1:a, etapp 15, Giro d'Italia 2007
  - 2:a, etapp 4, Giro d'Italia 2007
  - 5:a, etapp 10, Giro d'Italia 2007
  - 5:a, bergstävlingen
  - 2:a, ungdomstävlingen
- 2:a, Giro di Lombardia

2008
- 1:a, etapp 6, Tour de France 2008 * men fastnade några dagar senare i dopningskontroll
- 1:a, etapp 9, Tour de France 2008 * men fastnade några dagar senare i dopningskontroll
- 2:a, sammanställningen, Giro d'Italia 2008
  - 1:a, etapp 2, Giro d'Italia 2008
  - 1:a, etapp 8, Giro d'Italia 2008
  - 3:a, poängtävlingen, Giro d'Italia 2008

## Stall
- Saunier Duval-Scott 2006–2008
- Ceramica Flaminia 2010
- Vacansoleil-DCM 2010–2011
- Meridiana-Kamen 2011